# 김종석 (축구 선수)
김종석(한국 한자: 金綜錫, 1995년 1월 11일 ~ )은 대한민국의 축구 선수로, 포지션은 미드필더이다. 현 충남 아산 FC에서 활약하고 있다.

## 클럽 경력
김종석은 포항 스틸러스 산하의 유소년 팀인 포항제철고등학교를 거쳤으며, 포항제철고의 2011년과 2012년 고교 챌린지리그 우승에 기여하였다. 2013년 초, 졸업과 함께 포항 스틸러스에 우선지명된 뒤 상지대학교에 진학하였다.
2016년 포항 스틸러스에 입단하였으며, 6월 25일 FC 서울과의 홈 경기에서 후반 교체 투입되며 데뷔전을 치렀다.
2018시즌을 앞두고 팀 동료 최호주와 함께 K리그 챌린지의 안산 그리너스 FC로 이적했다.
2019시즌 여름 이적시장에서 내셔널리그의 김해시청에 입단했다.
2020시즌을 앞두고 평택 시티즌 FC에 입단했다.
2021시즌을 앞두고 천안시 축구단으로 이적했다. 천안 입단 이후인 2021시즌 동안 21경기에 출전해 16골 1도움을 기록했다. 이런 활약으로 김종석은 2021시즌 K3리그 득점왕에 올랐으며 2021시즌 MVP에 선정되었다.
2022시즌을 앞두고 K리그2에 합류하는 김포 FC에 입단했다.

## 가족
김종석의 형 김종우 역시 축구 선수로 활동하고 있다.

## 수상

### 개인
- 문화체육관광부장관기 전국고등학교 축구대회 득점상: 2012
- K3리그 득점상: 2021
- K3리그 베스트 11: 2021
- K3리그 MVP: 2021